# Taraxacum sect. Erythrocarpa
La  Taraxacum sect. Erythrocarpa  Hand.-Mazz., 1907 è una sezione di piante angiosperme dicotiledoni del genere Taraxacum della famiglia delle Asteraceae.

## Etimologia
Il nome scientifico della sezione è stato definito per la prima volta dal botanico Heinrich Raphael Eduard Handel-Mazzetti (1882-1940) nella pubblicazione " Monographie der Gattung Taraxacum" ( Monogr. Taraxacum: XI. ) del 1907.

## Descrizione

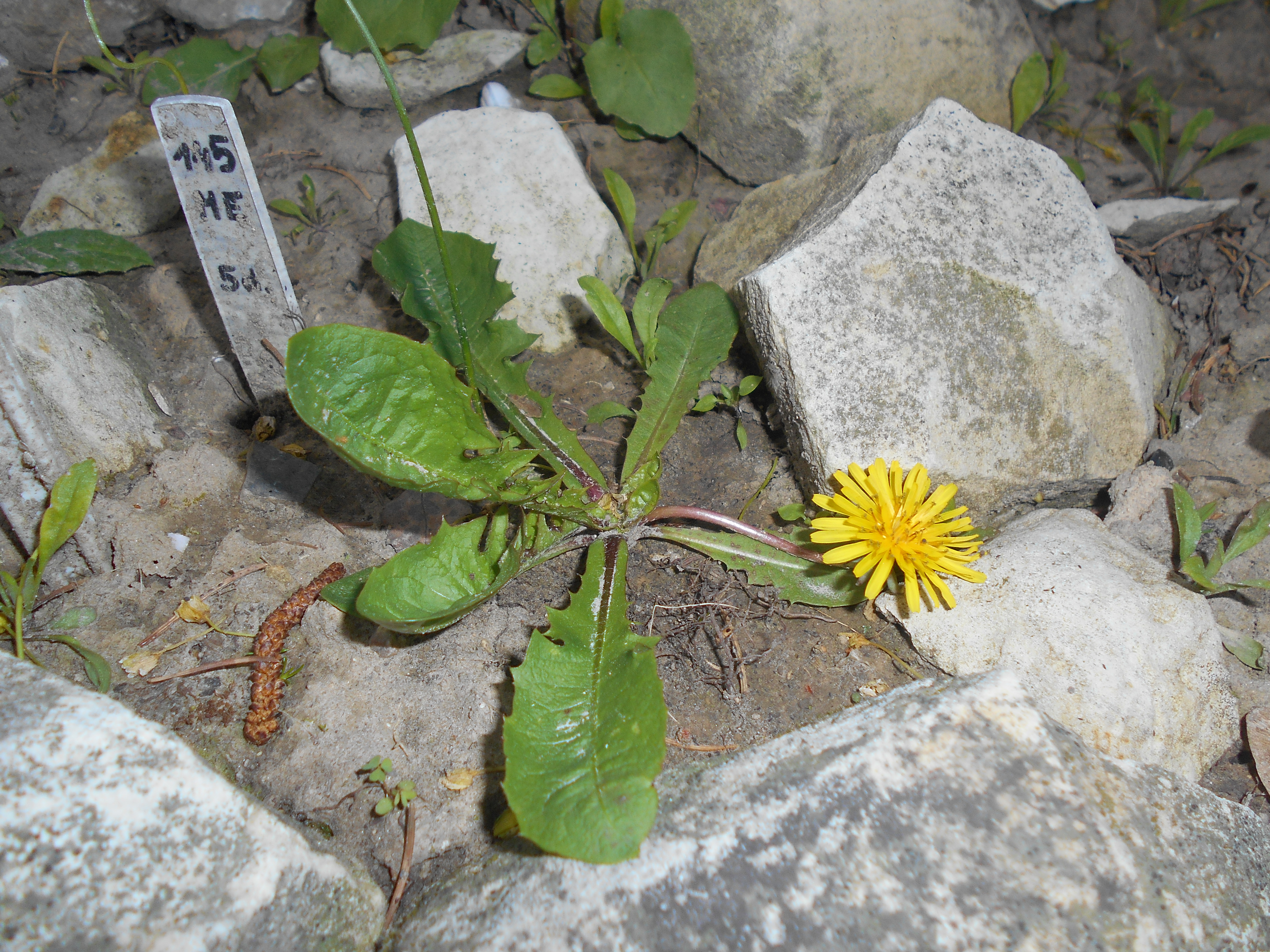
Il portamento
Taraxacum pieninicum

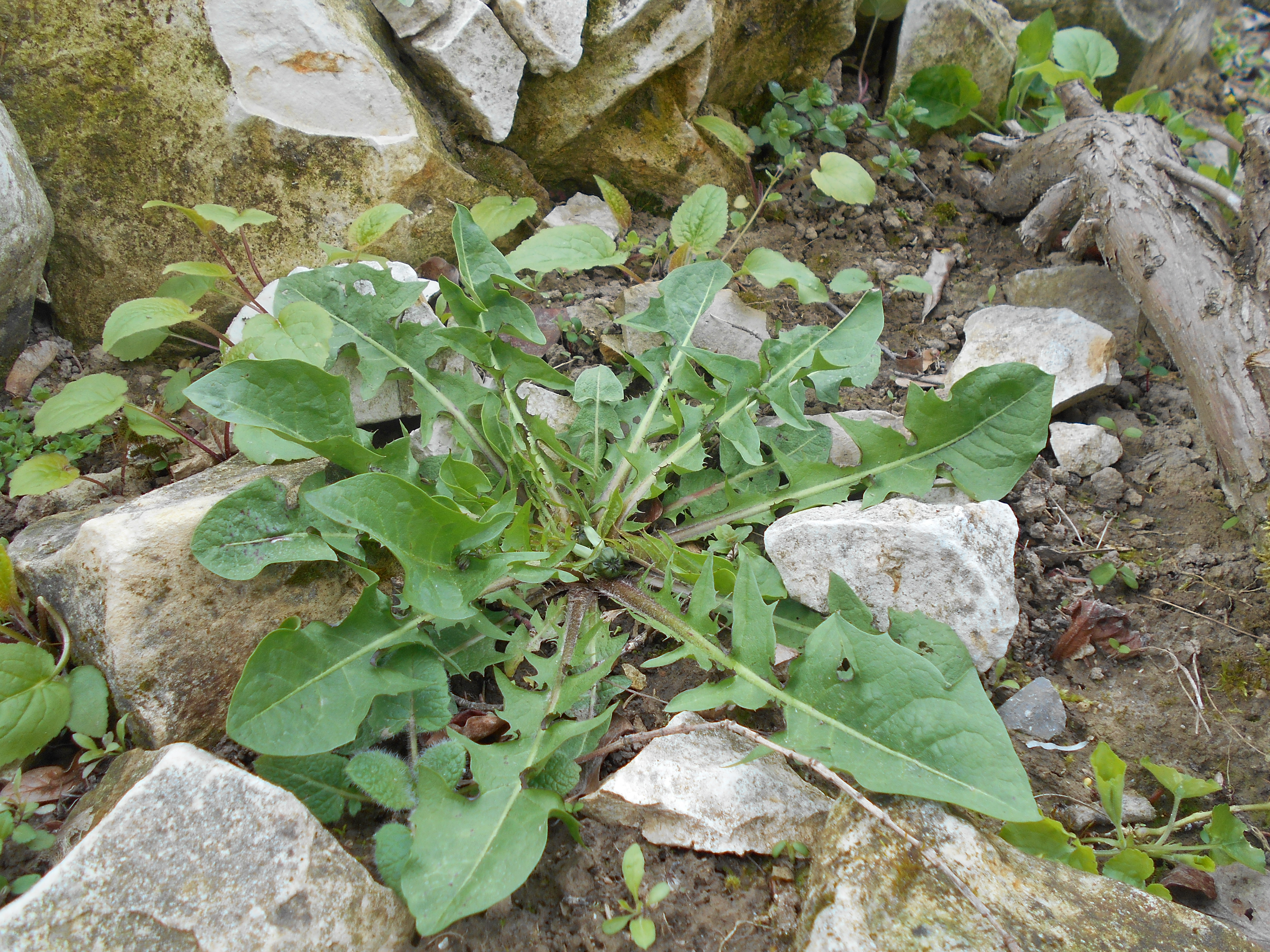
Le foglie
Taraxacum pieninicum

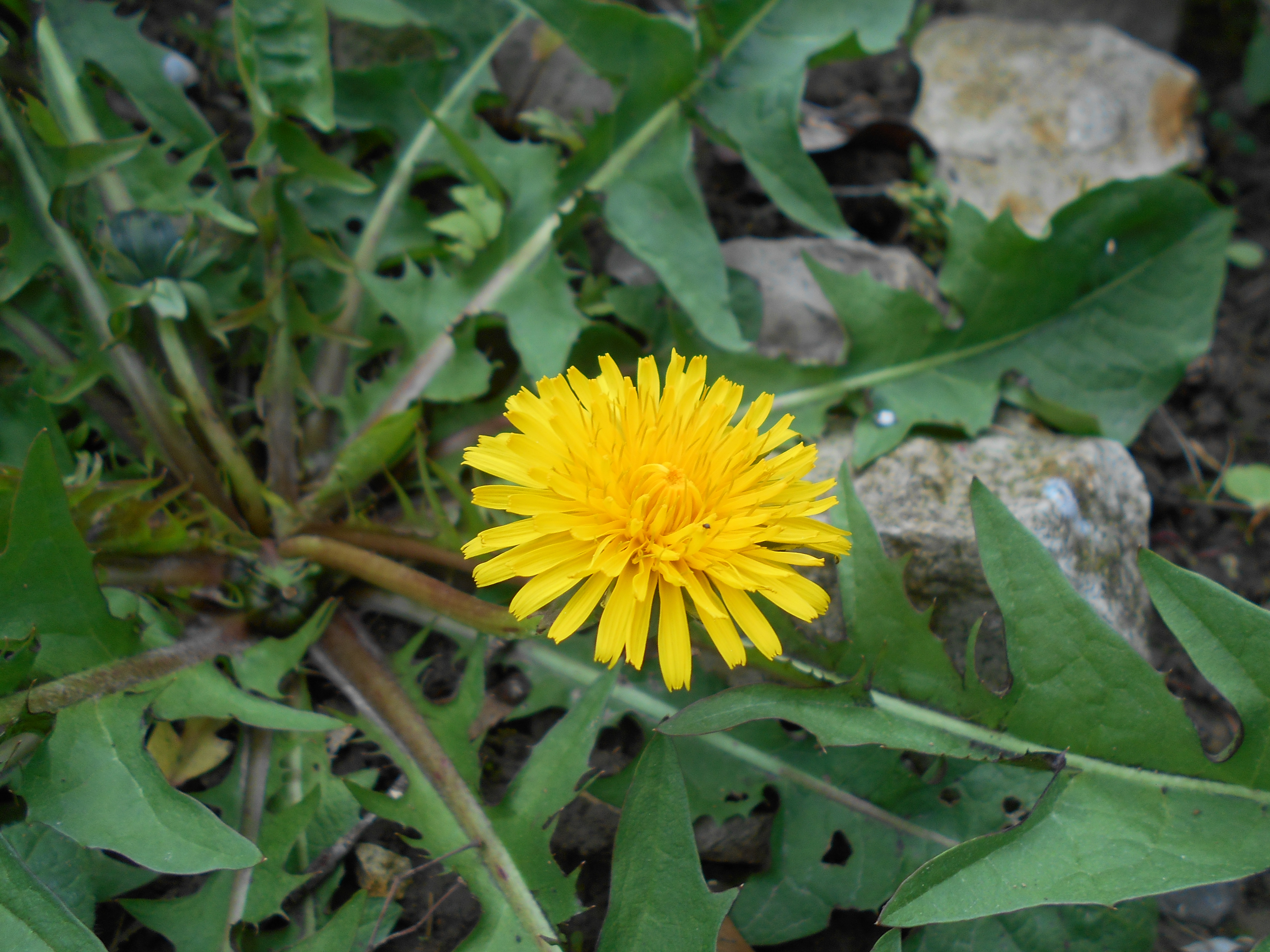
Infiorescenza
Taraxacum pieninicum

Habitus. Le specie di questo gruppo in genere sono piante perenni scapose con portamento robusto. La forma biologica prevalente è emicriptofita rosulata (H ros), ossia sono piante erbacee, a ciclo biologico perenne, con gemme svernanti al livello del suolo e protette dalla lettiera o dalla neve e hanno le foglie disposte a formare una rosetta basale. La riproduzione delle specie di questo genere può avvenire normalmente per via sessuale oppure anche in modo apomittico.
Radici. Le radici sono dei grossi fittoni indivisi con una tunica ben sviluppata ma lassa. Il fittone è perenne e quando aumenta in grossezza la sua lunghezza si espande e si contrae alternativamente. Nella radice è presente un lattice amaro.
Fusto. La parte aerea vera e propria del fusto è assente: dalla parte apicale del rizoma, posto al livello del suolo, emerge direttamente la rosetta basale e uno o più peduncoli e afilli dell'infiorescenza; questi possono essere glabri o villosi (soprattutto nella parte distale). Le piante di questo gruppo sono alte 5 – 15 cm.
Foglie. Le foglie, appressate al suolo, sono solamente basali (rosette radicali) con disposizione alterna lungo il caule. Il picciolo è breve e spesso è alato, oppure è assente (foglie sessili). La lamina ha una forma da oblunga a obovata o oblanceolata. I margini sono profondamente incisi o dentati a sega; i lobi sono grossolanamente triangolari. Gli apici sono da arrotondati a ottusi. Le facce sono glabre o debolmente villose e colorate di verde pallido.
Infiorescenza. Le infiorescenze sono composte da diversi capolini eretti e peduncolati. Raramente da un singolo scapo possono ramificarsi due o tre capolini. I capolini sono formati da un involucro a forma subsferica alla base composto da brattee (o squame) disposte in due serie principali in modo embricato, all'interno delle quali un ricettacolo fa da base ai fiori tutti ligulati. Le squame si dividono in interne ed esterne (queste ultime formano un calice basale all'involucro). Quelle esterne inoltre sono disposte su alcune subserie; hanno una forma da ovata a lanceolata; sono distinte e diseguali, in genere sono più brevi delle brattee interne; i margini sono bianchi; nella parte apicale sono caratterizzate da robusti "cornetti" la cui forma è utile per distinguere una specie dall'altra; all'antesi spesso sono revolute verso il basso. Il ricettacolo è piano e butterato (alla fine diventa convesso), è inoltre nudo, ossia privo di pagliette a protezione della base dei fiori. Dimensione dell'involucro (larghezza): 14 – 24 mm. Larghezza delle brattee esterne: 2 – 3 mm.
Fiori. I fiori tutti ligulati, sono tetra-ciclici (ossia sono presenti 4 verticilli: calice – corolla – androceo – gineceo) e pentameri (ogni verticillo ha in genere 5 elementi). I fiori sono ermafroditi, fertili e zigomorfi.
- Formula fiorale:

*/x K {\displaystyle \infty }, [C (5), A (5)], G 2 (infero), achenio
- Calice: i sepali del calice sono ridotti ad una coroncina di squame.
- Corolla: le corolle sono formate da una ligula terminante con 5 denti. La corolla è colorata di giallo chiaro. La parte abassiale della ligula può essere più scura (quasi grigiastra).
- Androceo: gli stami sono 5 con filamenti liberi e distinti, mentre le antere sono saldate in un manicotto (o tubo) circondante lo stilo.[15] Le antere sono e prive di codette e alla base sono acute. Il polline è tricolporato.[16]
- Gineceo: lo stilo è filiforme. Gli stigmi dello stilo sono due divergenti e ricurvi con la superficie stigmatica posizionata internamente (vicino alla base).[17] L'ovario è infero uniloculare formato da 2 carpelli.
- Fioritura: primaverile/estiva; (da maggio a luglio).

Frutti. I frutti sono degli acheni con pappo. Gli acheni sono piccoli e di colore grigio-brunastro senza componente rossa; la forma del corpo è oblunga, angolosa (con 4 - 12 coste), con becco (lungo fino al doppio del corpo) e pappo finale; la superficie in genere è glabra, mentre nella parte superiore (in prossimità del becco) è ricoperta da numerosi tubercoli ed aculei. Il pappo è persistente ed è formato da numerose (da 50 a 100) setole bianche (peli semplici) disposte su una serie. Dimensione dell'achenio: larghezza 1 mm; lunghezza 3 - 3,6 mm.

## Biologia
- Impollinazione: l'impollinazione avviene tramite insetti (impollinazione entomogama tramite farfalle diurne e notturne).
- Riproduzione: la fecondazione avviene fondamentalmente tramite l'impollinazione dei fiori (vedi sopra).
- Dispersione: i semi (gli acheni) cadendo a terra sono successivamente dispersi soprattutto da insetti tipo formiche (disseminazione mirmecoria). In questo tipo di piante avviene anche un altro tipo di dispersione: zoocoria. Infatti gli uncini delle brattee dell'involucro si agganciano ai peli degli animali di passaggio disperdendo così anche su lunghe distanze i semi della pianta.

## Distribuzione e habitat
La distribuzione delle specie di questo gruppo va dal Mediterraneo centro-orientale sino all'Asia centrale. L'habitat preferito per queste piante sono i prati e i pascoli rocciosi fino ad una quota compresa tra 50 - 2.500 m s.l.m..

## Tassonomia
La famiglia di appartenenza di questa voce (Asteraceae o Compositae, nomen conservandum) probabilmente originaria del Sud America, è la più numerosa del mondo vegetale, comprende oltre 23.000 specie distribuite su 1.535 generi, oppure 22.750 specie e 1.530 generi secondo altre fonti (una delle checklist più aggiornata elenca fino a 1.679 generi). La famiglia attualmente (2021) è divisa in 16 sottofamiglie.

### Filogenesi
Il genere di questa voce appartiene alla sottotribù Crepidinae della tribù Cichorieae (unica tribù della sottofamiglia Cichorioideae). In base ai dati filogenetici la sottofamiglia Cichorioideae è il terz'ultimo gruppo che si è separato dal nucleo delle Asteraceae (gli ultimi due sono Corymbioideae e Asteroideae). La sottotribù Crepidinae fa parte del "quarto" clade della tribù; in questo clade è in posizione "centrale" vicina alle sottotribù Chondrillinae e Hypochaeridinae.
La sottotribù è divisa in due gruppi principali uno a predominanza asiatica e l'altro di origine mediterranea/euroasiatica. Da un punto di vista filogenetico, all'interno della sottotribù, sono stati individuati 5 subcladi. Il genere di questa voce appartiene al subclade denominato "Ixeris-Ixeridium-Taraxacum clade". Nel clade Ixeris-Ixeridium-Taraxacum i primi due generi (Ixeris e Ixeridium) formano un "gruppo fratello", mentre il grande genere Taraxacum è in posizione "basale". In posizione intermedia, questo clade include anche il genere Askellia. [La precedente configurazione filogenetica è basata sull'analisi di alcune particolari regioni (nrITS) del DNA; analisi su altre regioni (DNA del plastidio) possono dare dei risultati lievemente diversi.]
I caratteri distintivi per il genere Taraxacum sono:
- le piante sono rizomatose;
- le foglie sono riunite in rosette radicali;
- le infiorescenze sono formate da capolini solitari e terminali;
- le brattee sono disposte in due serie;
- il tubo della corolla ha all'apice dei ciuffi di lunghi peli;
- i capolini hanno un numero elevato di fiori (fino a 300);
- i numeri cromosomici sono elevati;

Il genere Taraxacum è composto da numerosi "stirpi" o "aggregati" (o sezioni tassonomiche) le cui specie differiscono poco una dall'altra. La causa di questa elevata presenza di "specie collettive" è l'apogamia collegata a processi di poliploidizzazione (spesso sono presenti individui triploidi, tetraploidi, pentaploidi, esaploidi, e oltre). Un altro fattore importante per spiegare le variazioni, oltre alle mutazioni genetiche, è l'ibridazione.

Il successo della diffusione di questo genere (e anche della sua variabilità) è dato inoltre dal fatto che facilmente le sue specie si adattano ad ogni tipo di habitat (per questo in più parti sono considerate piante invasive); oltre a questo il "soffione", l'organo di supporto per la riproduzione, può contenere oltre un centinaio di pappi con relativi semi. 

Altre ricerche hanno collegato la maggiore frequenza della comparsa dell'apogamia in gruppi di specie situate in areali fortemente influenzati dall'antropizzazione; viceversa altri gruppi relegati in ambienti naturali più tranquilli si presentano con minore variabilità e una diploidia più bassa e costante. Per i motivi sopra esposti questo genere viene più facilmente descritto attraverso il concetto di "aggregato" (o specie collettive o sezioni), piuttosto che attraverso singole specie di difficile definizione. Attualmente (2022) il genere Taraxacum è suddiviso in 50 - 60 sezioni (secondo i vari Autori). In Europa sono presenti 35 sezioni, mentre in Italia sono presenti 16 sezioni (con circa 150 specie).
I caratteri distintivi per le specie di questa sezione sono:
- il portamento delle piante è robusto con tunica ben sviluppata;
- le foglie sono profondamente inciso-dentate;
- il capolino ha una forma subsferica alla base;
- le brattee esterne dell'involucro hanno dei cornetti apicali visibili e margini bianchi;
- la componente rossa degli acheni è assente;
- la fioritura è primaverile.

Il numero cromosomico delle specie del gruppo è: 2n = XX.

### Elenco delle specie
La sezione di questa voce comprende da 50 a 80 agamospecie (secondo i vari Autori), della quale 10 sono presenti sul territorio italiano (una trentina e più sono presenti in Europa):
Specie italiane
- Taraxacum apulicum   Soest, 1976 - Tarassaco pugliese: il tipo corologico è  Endemico; in Italia si trova in Puglia.
- Taraxacum calabricum   Aquaro, Caparelli & Peruzzi, 2009 - Tarassaco calabrese: il tipo corologico è  Endemico; in Italia si trova in Calabria e Basilicata.
- Taraxacum capricum   Soest, 1966 - Tarassaco di Capri: in Italia si trova in Campania (è presente anche in Francia e Grecia).
- Taraxacum cescae   Aquaro, Caparelli & Peruzzi, 2009 - Tarassaco di Cesca: il tipo corologico è  Endemico; in Italia si trova nelle Marche e nel Lazio.
- Taraxacum garbarianum   Peruzzi, Aquaro, Caparelli & Raimondo - Tarassaco di Garbari: il tipo corologico è  Endemico; in Italia si trova in Sicilia.
- Taraxacum calocephalum Hand.-Mazz., 1907  - Tarassaco di Hoppe: l'altezza massima della pianta è di 5 – 15 cm; il ciclo biologico è perenne; la forma biologica è emicriptofita rosulata (H ros); il tipo corologico è  Orofita - Sud Est Europeo; l'habitat tipico sono le fessure delle rupi e i ghiaioni consolidati; in Italia è una specie molt rara e si trova nei Friuli fino ad una quota tra 1.000 - 2.200 m s.l.m.. È presente anche dalla Grecia all'Iran. Nella "Flora d'Italia" di Sandro Pignatti questa specie è denominata Taraxacum hoppeanum Griseb. & Schenk[23]
- Taraxacum kirschneri   Aquaro, Caparelli & Peruzzi, 2009 - Tarassaco di Kirschner: il tipo corologico è  Endemico; in Italia si trova in Calabria.
- Taraxacum optimae   Aquaro, Caparelli & Peruzzi, 2009 - Tarassaco di OPTIMA: il tipo corologico è  Endemico; in Italia si trova in Calabria.
- Taraxacum pollinense   Aquaro, Caparelli & Peruzzi, 2009 - Tarassaco del Pollino: il tipo corologico è  Endemico; in Italia si trova in Calabria.
- Taraxacum pseudohoppeanum   Kirschner & Stepánek, 1985 - Tarassaco delle Alpi Marittime: in Italia si trova in Liguria. È presente anche in Francia.

### Sinonimi
Sono elencati alcuni sinonimi per questa entità:
- Taraxacum hoppeanum aggr.